# Советская Россия (полярная экспедиция)
Поля́рная экспеди́ция газе́ты «Сове́тская Росси́я» – трансконтинентальная экспедиция на собачьих упряжках 1982–1983 гг. вдоль арктических берегов России, от Тихого океана до Атлантического.

## Организация
В преддверии XIX съезда ВЛКСМ Свердловский обком комсомола, редколлегия газеты «Советская Россия» и Уральский научный центр АН СССР приняли решение об организации научно-спортивной полярной экспедиции, посвящённой 60-летию образования СССР.
Основное бремя финансирования взял на себя тогдашний Газпром. В обеспечении экспедиции приняли участие предприятия Свердловска, Каменска-Уральского, Нижнего Тагила, Верхней Салды, закрытого города Свердловск-45 (Лесной) и др.

## Цели и задачи
Наряду с изучением проблем, связанных с развитием культуры и экономики народов Севера, в числе научных целей экспедиции были медико-биологические исследования изменения состояния человеческого организма в условиях длительного высочайшего нервного и физического напряжения.

## Участники
В состав маршрутной группы экспедиции вошли шесть человек:
- Соловьёв Сергей (руководитель);
- Ардеев Филипп (каюр);
- Борисихин Юрий (журналист, корреспондент журнала «Уральский следопыт»);
- Карпов Владимир (радист);
- Рыбин Владимир (врач);
- Смолин Павел (штурман).

Кроме маршрутного отряда в шесть человек, в экспедиции было и два вспомогательных отряда по три человека в каждом, которые не участвовали в самом переходе, но поддерживали радиосвязь с основным отрядом и обеспечивали подготовку продовольствия в базовых лагерях экспедиции, разбитых в Уэлене, Чокурдахе, Хатанге, Амдерме и Мурманске.

## Оргкомитет полярной экспедиции газеты «Советская Россия»
- Папанин И. Д., дважды Герой Советского Союза, почётный советский полярник, руководитель экспедиции «Северный полюс – 1», контр-адмирал – председатель;
- Чикин В. В., первый заместитель главного редактора газеты «Советская Россия» – сопредседатель;
- Жуганов А. В., секретарь ЦК ВЛКСМ – главный консультант по оргвопросам;
- Царегородцев А. Н., первый секретарь Свердловского обкома ВЛКСМ – сопредседатель оргкомитета;
- Вонсовский С. В., академик, председатель Президиума Уральского научного центра АН СССР – главный консультант по науке.

### Члены оргкомитета
- Андрианов В. В., секретарь Свердловского ГК КПСС;
- Большаков В. Н., член-корреспондент АН СССР, директор Института экологии растений и животных Уральского научного центра АН СССР;
- Волович В. Г., писатель, врач, доктор медицинских наук;
- Дьяконов Б. П., доктор технических наук, директор Института геофизики УНЦ АН СССР;
- Еремеев Н. Д., директор Средне-Уральского книжного издательства;
- Кузнецов А. И., инструктор Свердловского обкома КПСС;
- Мешавкин С. Ф., главный редактор журнала «Уральский следопыт»;
- Пешков Г. Ф., кандидат экономических наук, заместитель директора Института экономики УНЦ АН СССР;
- Тишин Н. П., председатель Ямало-Ненецкого окрисполкома Тюменской области;
- Черных Н. А., заместитель председателя Свердловского горисполкома;
- Шпаро Д. И., руководитель экспедиции на Северный полюс, лауреат премии Ленинского комсомола.

## Ход экспедиции
Из Уэлена Магаданской области группа отправилась на собачьих упряжках 6 ноября 1982 года. Шли 243 дня. В течение всего периода на связь с экспедицией постоянно выходили радиолюбители многих стран мира. Пройдя в условиях арктической зимы и полярной ночи в общей сложности порядка 10 000 километров, группа 6 июля 1983 года достигла противоположной крайней точки нашей страны – Мурманска.

## Итоги
Экспедиция стала уникальной по протяжённости своего маршрута и по сочетанию неблагоприятных для путешественников факторов природной среды.
По окончании экспедиции состоялась встреча в Совете Министров РСФСР. В Постоянную Комиссию по науке и технике Верховного Совета РСФСР направили отчёт, на основании которого был принят ряд решений по освоению Севера.
Вышло несколько книг. Вместе с тем, как позднее упоминали сами участники экспедиции, некоторые издания о Севере по цензурным основаниям не были опубликованы (сборник «Север – судьба России», Дневник полярной экспедиции газеты «Советская Россия» и др.)

## Оценка
Мужество участников экспедиции в преодолении трудностей высоко оценил руководитель оргкомитета Иван Папанин, лично встречавший их в Белом море на палубе научно-исследовательского судна "Иван Киреев".
Указом Президиума Верховного Совета СССР от 5 октября 1983 года, за активное участие в подготовке и успешное осуществление полярной экспедиции газеты «Советская Россия», все участники маршрутной группы представлены к госнаградам:
- Соловьёв С. А., руководитель экспедиции – орден Трудового Красного Знамени,
- Ардеев Ф. Н., каюр-проводник экспедиции – орден Дружбы народов,
- Карпов В. К., радист экспедиции – орден Дружбы народов,
- Рыбин В. А., врач экспедиции – орден Дружбы народов,
- Борисихин Ю. С., журналист – орден «Знак Почёта»,
- Смолин П. П., штурман экспедиции – орден «Знак Почёта».